# يحيى بن الحسن (المعتضد)
المعتضد يحيى بن الامير الحسن بن حمزة بن سليمان ابن اخ الإمام عبدالله بن حمزة ، القابه قبل الامامة الامير عماد الدين و شجاع الدين  إمام لأحد أجزاء الدولة الزيدية في اليمن. حكم من 1217 إلى 1239 وذلك جزئيا في ظل التنافس مع آخرين.
توفي الإمام المنصور عبد الله في 1217 في كوكبان بعد سنوات عديدة من النضال غير الحاسم ضد الأيوبيون الذين أسسوا فرع لهم في اليمن في 1173. بعد وفاة المنصور تم تقسيم ولاء الطائفة الزيدية. الناس في المركز التقليدي لنظام الحكم الزيدي صعدة بايعوا نجم الدين يحيى بن الحسن تحت اسم المعتضد يحيى. ومع ذلك في الأجزاء الجنوبية من الأراضي الزيدية تم تعيين ابن الإمام السابق عز الدين محمد تحت اسم الناصر محمد. توفي هذا الأخير من جرح في معركة عام 1226. تم استبدال الحكم الأيوبي في اليمن في عام 1229 من قبل الدولة الرسولية. أول سلاطين الدولة الرسولية نور الدين عمر الأول حاصر عدة أماكن في الشمال مثل صنعاء وتعز وكوكبان. في عام 1231 عقد معاهدة سلام مع الطائفة الزيدية وكانت هناك مواجهات قليلة نسبيا بين الزيديين والرسوليين حتى 1248. توفي المعتضد يحيى في 1239 ودفن في ساقين. أعقب وفاته فترة فاصلة تصل إلى تسع سنوات من دون إمام حتى أعلن المهدي أحمد بن الحسين إمامته.